# Нагаё (посёлок)
Нагаё (яп. 長与町 Нагаё-тё:) — посёлок в Японии, находящийся в уезде Нисиноги префектуры Нагасаки. Площадь посёлка составляет 28,81 км², население — 42 247 человек (1 июля 2014), плотность населения — 1466,40 чел./км².

## Географическое положение
Посёлок расположен на острове Кюсю в префектуре Нагасаки региона Кюсю. С ним граничат города Нагасаки, Исахая и посёлок Тогицу.

## Население
Население посёлка составляет 42 247 человек (1 июля 2014), а плотность — 1466,40 чел./км². Изменение численности населения с 1980 по 2005 годы:
| 1980 | 28 824 чел. |  |
| 1985 | 30 896 чел. |  |
| 1990 | 33 640 чел. |  |
| 1995 | 35 377 чел. |  |
| 2000 | 40 356 чел. |  |
| 2005 | 42 655 чел. |  |

## Символика
Деревом посёлка считается слива японская, цветком — цветок сливы японской.